# Roland Gray
Roland Gray, (nacido el 24 de septiembre de 1967 en San Luis, Misuri) es un exjugador de baloncesto estadounidense. Con 1.97 de estatura, su puesto natural en la cancha era el de alero.

## Trayectoria
- Universidad de Saint Louis (1985-1989)
- Omaha Racers (1989-1990)
- Club Ourense Baloncesto (1989-1990)
- Omaha Racers (1991-1992)
- La Crosse Catbirds (1992-1993)
- Fargo-Moorhead Fever (1992-1993)
- Saski Baskonia (1992-1993)
- Sioux Falls Skyforce (1993-1994)